# Людвисарство

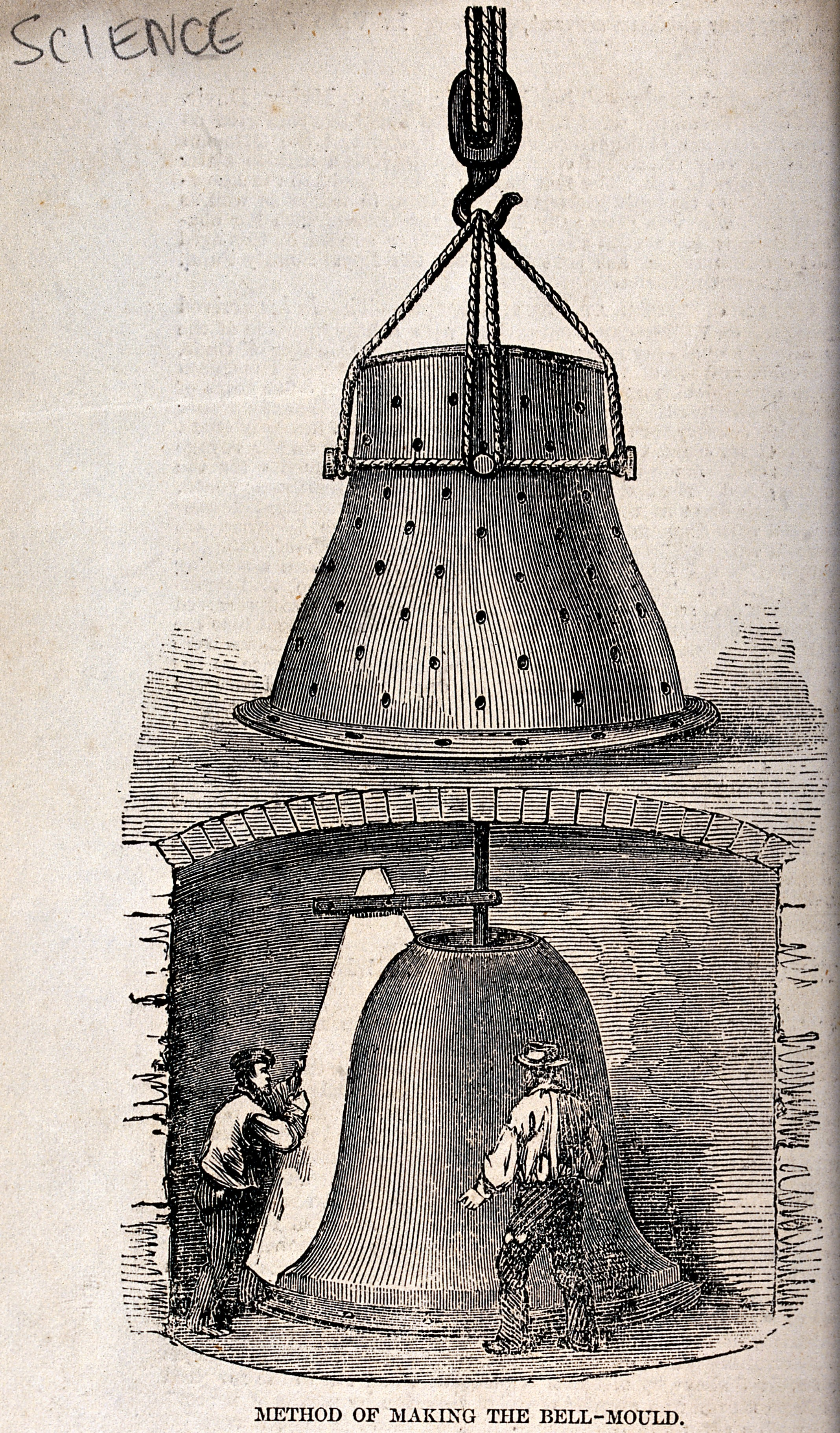
Людвисари готують форму для відливання дзвона годинника Нового Вестмінстерського палацу, дереворит

Людвисарство (людвісарство)— галузь ливарництва, ремесло з відливання виробів із мідних сплавів, найчастіше з олов'яної бронзи. Найголовнішою та найвідповідальнішою продукцією ремісників — людвисарів — були дзвони, скульптури, гарматна зброя: гармати, бомбарди, мортири, пищалі, тарасниці (встановлювалися на терасах мурів замків), фальконети. Таке ливарництво вимагало високого рівня ливарної техніки, якісних ливарних сплавів та великих коштів. Людвисари відливали й дрібніші вироби побутового та церковного вжитку: ліхтарні, свічники, чаші, хрести тощо.
Людвисарство було відоме з бронзової доби на Далекому Сході, пізніше в Єгипті, Греції, Візантії. У Європі досягло розквіту в XII ст.
За різними даними українські ремісники опанували технологію лиття дзвонів XIII — XIV ст.. Галицько-Волинський літопис згадує про дзвони, які привозили з Києва до Холма. У львівських історичних документах 1383—1384 рр. зафіксовано ім'я ливарника дзвонів Миколи. 1468 року у Львові засновано першу міську людвисарню — майстерню з відливання гармат. У першій половині XVI ст. у Львові працювали вже дві людвисарні. Протягом століття своєю майстерністю набули визнання людвисари Леонард і Мельхіор Кралі, Амвросій Млечко, родина Франків, Данило Стефанович.
У XVII — XVIII ст. людвісарство набуває потужного розвитку на Придніпров'ї. Людвисарські майстерні виникають у Києві, Ніжині, Глухові, Переяславі, Новгород-Сіверському та інших містах Гетьманщини. З початку XVII ст. двони для церков Придніпров'я відливали місцеві людвисари. Одним з таких найстаріших дзвонів був дзвін з 1629 року Сулиминської Покровської церкви на Переяславщині. Збереглися у документах та виробах згадки про відомих людвісарів та приклади їх людвісарської майстерності в часи барокового розквіту культури України за гетьмана Мазепи. У збережених історичних документах серед київських людвісарів згадується Іван Степанів (1675 р.). Підпис людвисара Опанаса Петровича був на дзвоні Видубицького монастиря (1690), він також відлив великий полтавський дзвін «Кизи-кермен» (1695) з гербом полтавського полковника Павла Герцика. На одному з дзвонів Новгород-Сіверського монастиря людвисара Івана Андрієвича 1698 р. є герб Мазепи і поетична посвята.

Майстер Карпо Балашевич належав до найвідомішої в Україні Глухівської людвисарської школи. Про нього відомо, що він мав у місті Глухові власну майстерню і працював переважно на військову артилерію. Він перейняв майстерність від батька Йосипа Балашевича, відомим виробом якого є багато орнаментована гармата з гербом та ініціалами гадяцького полковника Михайла Бороховича, яку забрали до колекції Ермітажу. Відомо кілька високомайстерних творів самого Карпа Балашевича, розкиданих по всьому світу. Подібно як і дзвони, гармати відливали з різними візерунками, гербами, датами, віршами, афоризмами, зображеннями святих, підписами власників чи людвисарів. Так, гармата гадяцького полковника Михайла Милорадовича, відлита Карпом Балашевичем 1717 р., має розкішне оздоблення із зображеннями виноградної лози, дельфіна й дракона. Збереглися й інші його вироби: фрагмент великокаліберної гармати Батурина, суцільно прикрашений карбованим рослинним орнаментом. У центрі — розкішний литий картуш і підпис майстра «Карпъ Иосифович Дhлатель»; пищаль 1697 року для міста Конотопа з підписом: «За счастливого регимента ясно велможной милости пана Ивана Мазепы гетмана…»; велика, розкішно оздоблена так звана «Мазепина гармата» 1705 р., яка зберігається в колекції Московського Кремля. На стволі гармати вміщений герб гетьмана Івана Мазепи, так само як і на лафеті, що був відлитий пізніше, 1835 року.
З робіт українського майстра гарматного лиття XVII століття Карпа Балашевича в Кремлі є гармата «Лев», відлита у місті Глухові у 1705 році. На казенній частині ствола латинський напис і литий герб гетьмана Малоросії Івана Мазепи, оточений літерами «А. Е.Г. И.М. В.Ц. Б.З.», котрі позначають початкові літери слів його повного титулу. Калібр 125 мм, вага 3 тис. кг, загальна довжина ствола 3 890 мм. Гармата поміщена на декоративний чавунний лафет, виконаний у 1835 р., біля західного фасаду арсеналу, з лівої сторони арки. Переклад.
Відомим шедевром Карпа Балашевича, майстра Глухівського людвисарського цеху, є також і Мазепин дзвін (Голуб), відлитий 1699 року на замовлення гетьмана Мазепи для Батуринської Воскресенської церкви. Дзвін, масою 640 кг, розкішно орнаментований, з гербом Мазепи і його зображенням у весь зріст, а також підписом майстра.
Крім родини Балашевичів в Глухові працював також знаний людвисар Іван Горлякевич.
)У XIX ст. в Україні працювали дзвонові заводи, наприклад, один із таких був заснований у Харкові 1830 р. братами Рижовими. Найвідомішим його відливом є «Царський» дзвін (1889, встановлений у спеціально збудованій каплиці місцевого Свято-Успенського собору. Значну кількість пам'яток українського художнього дзвоноливарного мистецтва було знищено радянською владою в 1930—1940-х роках під час антирелігійної кампанії зі зняття і переплавки церковних дзвонів на потреби індустріалізації.
Сировину для відливання ливарних мідних сплавів — мідь і олово, так само як і срібло і золото, на Україну довозили з-за кордону. Про обсяги виробництва окремих людвисарських майстерень можна судити на підставі даних про кількість закупленої сировини. 1715 р. добре відомий купець тих часів Цибульський продав київським дзвонникам 200 пудів міді по 6 крб за пуд. Іншим разом той же купець заготовив для продажу в Україні 600 пудів міді. Гетьман Павло Полуботок виміняв у нього частину міді за тютюн і 100 куф горілки.
Фактично людвисари та конвісари поклали початок українській кольоровій металургії.

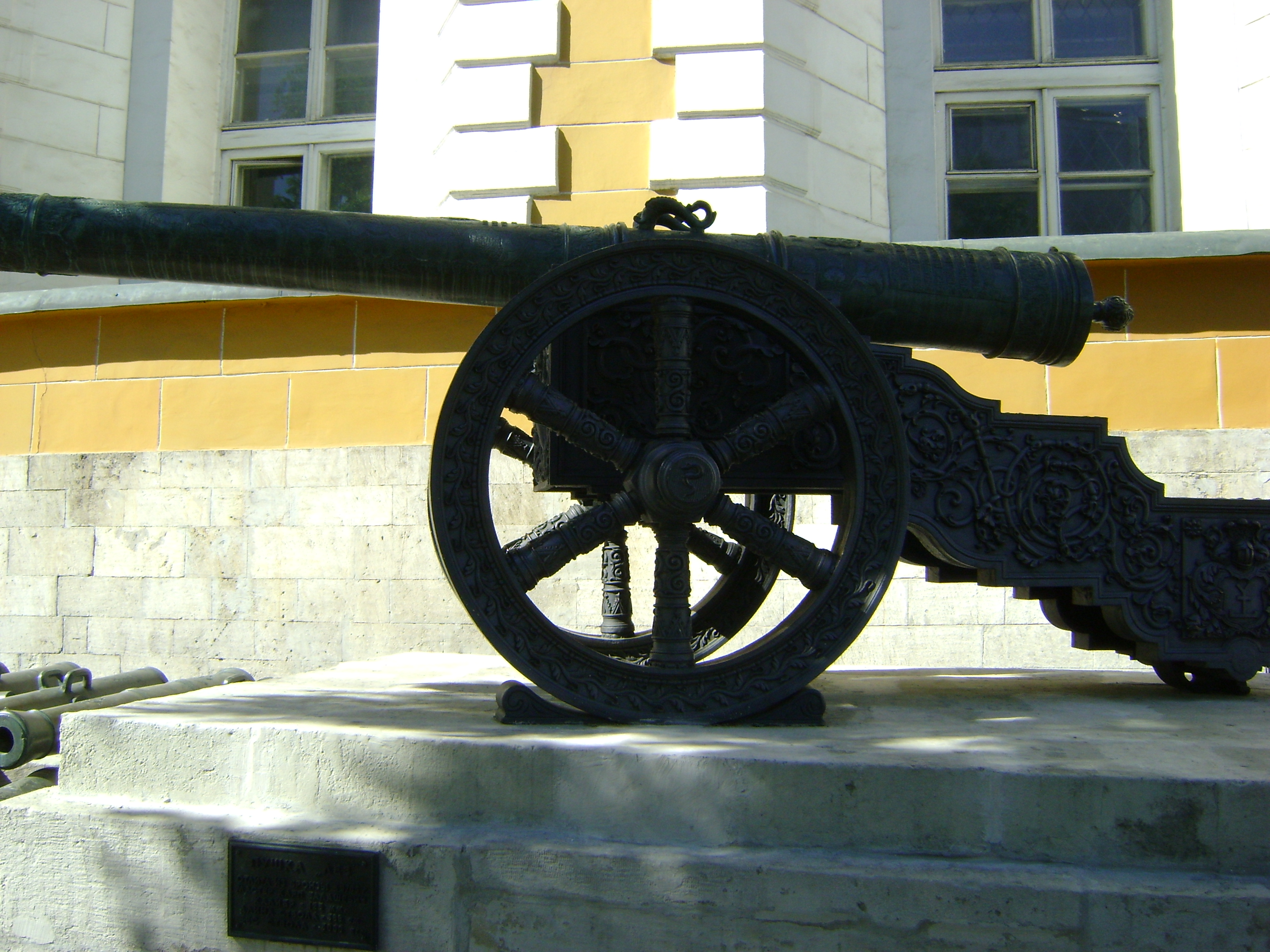
Мазепина гармата у Кремлі.
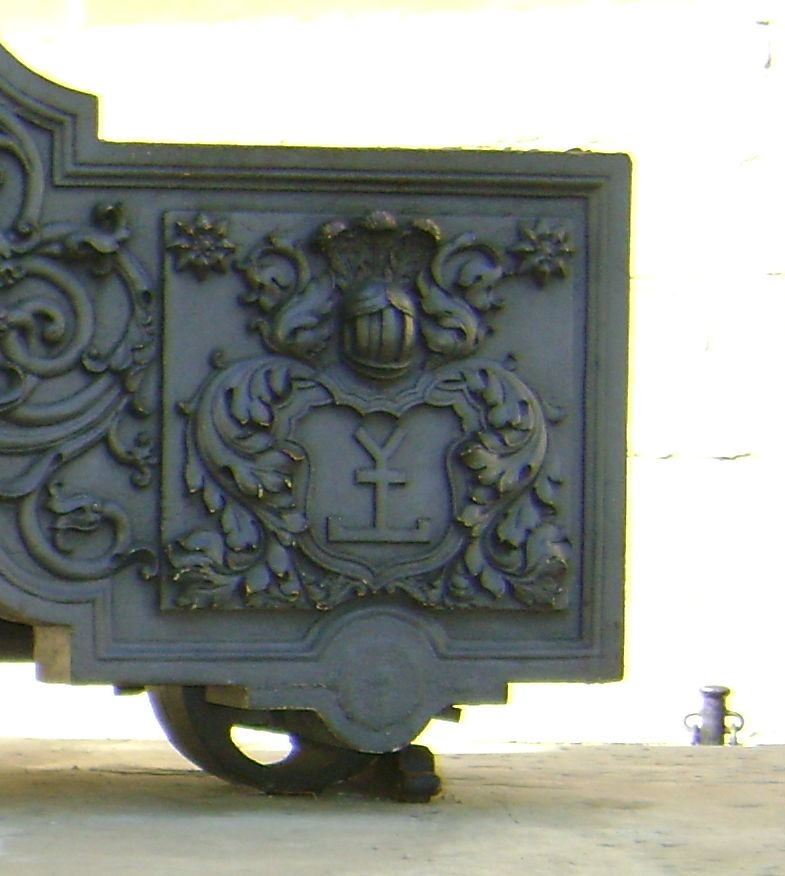
Герб Мазепи на лафеті гармати.
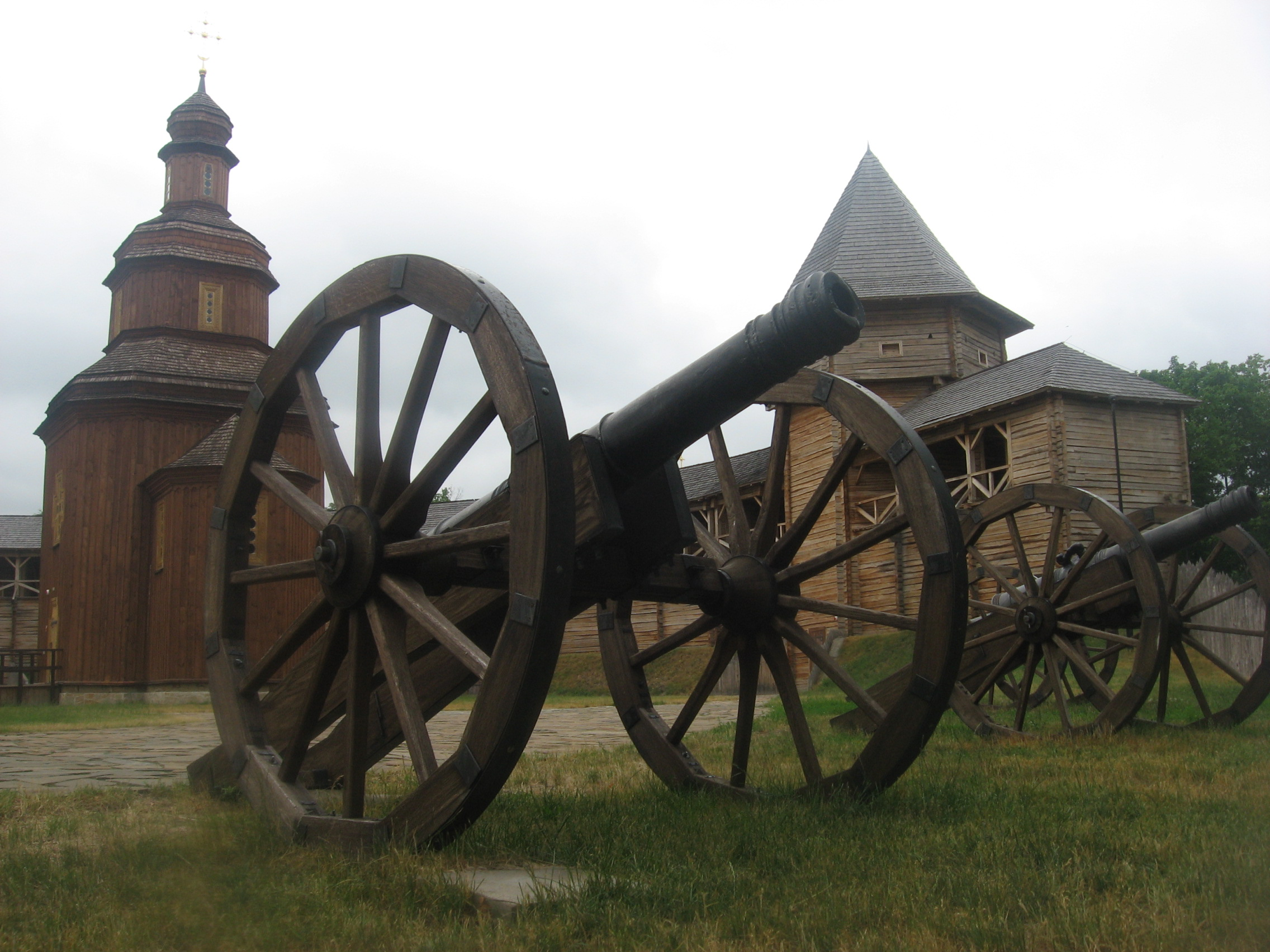
Гармата цитаделі Батуринської фортеці
Мазепин дзвін (Голуб).
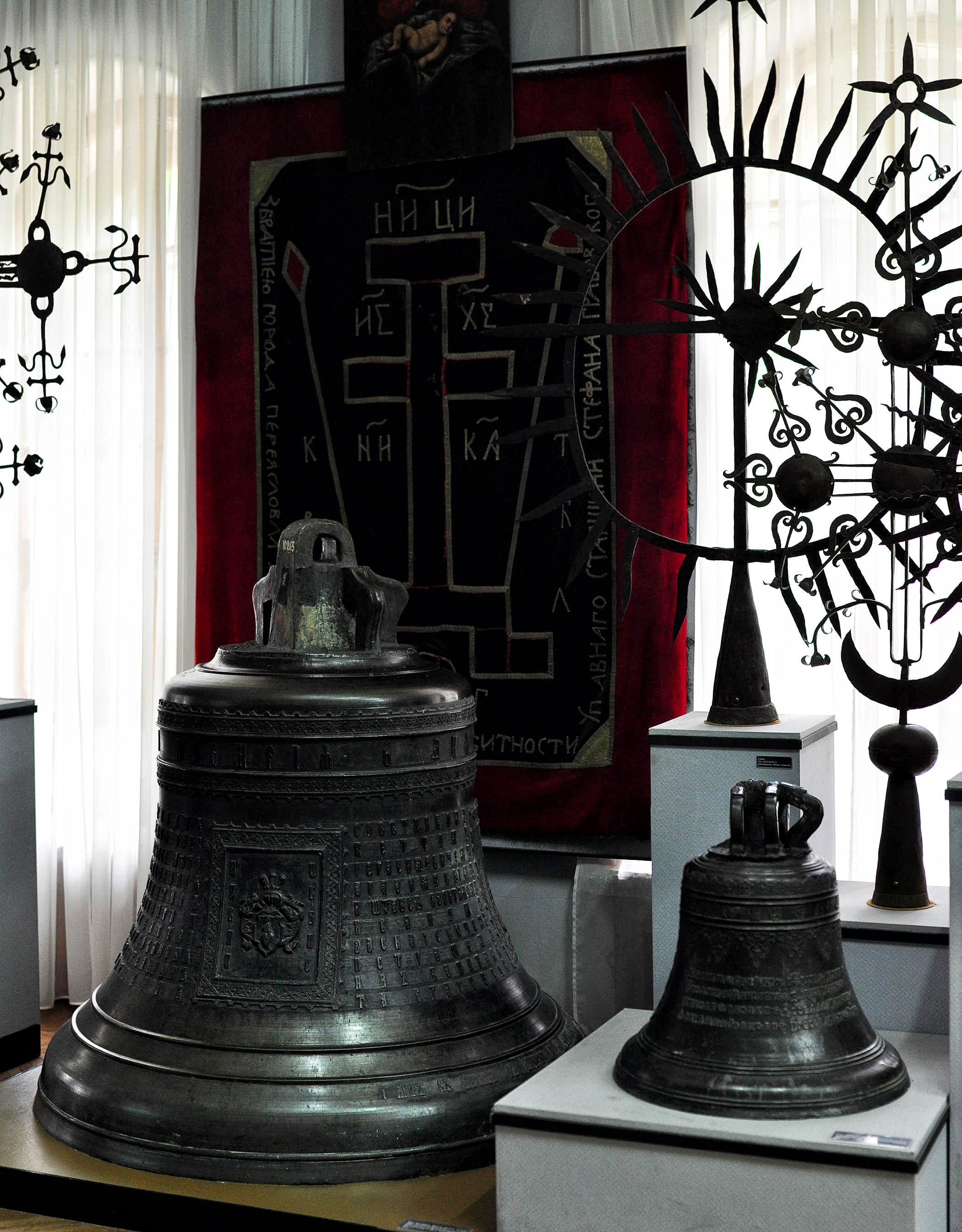
Дзвін Кизи-Кермен.